# Zgornji Hotič
Zgornji Hotič – wieś w Słowenii, w gminie Litija. W 2018 roku liczyła 286 mieszkańców.